# La Regrippière
La Regrippière (bretonisch: Skouvlant; Gallo: La Regripèrr) ist eine französische Gemeinde mit 1.559 Einwohnern (Stand: 1. Januar 2022) im Département Loire-Atlantique in der Region Pays de la Loire; sie gehört zum Arrondissement Nantes und zum Kanton Vallet.
Die Einwohner werden Regrippiérois(es) genannt.

## Geographie
La Regrippière liegt etwa 30 Kilometer südöstlich von Nantes am Fluss Sanguèze.

### Nachbargemeinden
Umgeben ist La Regrippière von den Nachbargemeinden La Remaudière im Norden und Nordwesten, Montrevault-sur-Èvre im Nordosten, Beaupréau-en-Mauges im Osten, Sèvremoine im Süden und Südosten sowie Vallet im Westen und Südwesten.

## Bevölkerungsentwicklung
| Jahr      | 1962 | 1968 | 1975 | 1982 | 1990 | 1999 | 2006 | 2017 |
| --------- | ---- | ---- | ---- | ---- | ---- | ---- | ---- | ---- |
| Einwohner | 984  | 957  | 850  | 905  | 1093 | 1089 | 1422 | 1527 |

## Sehenswürdigkeiten

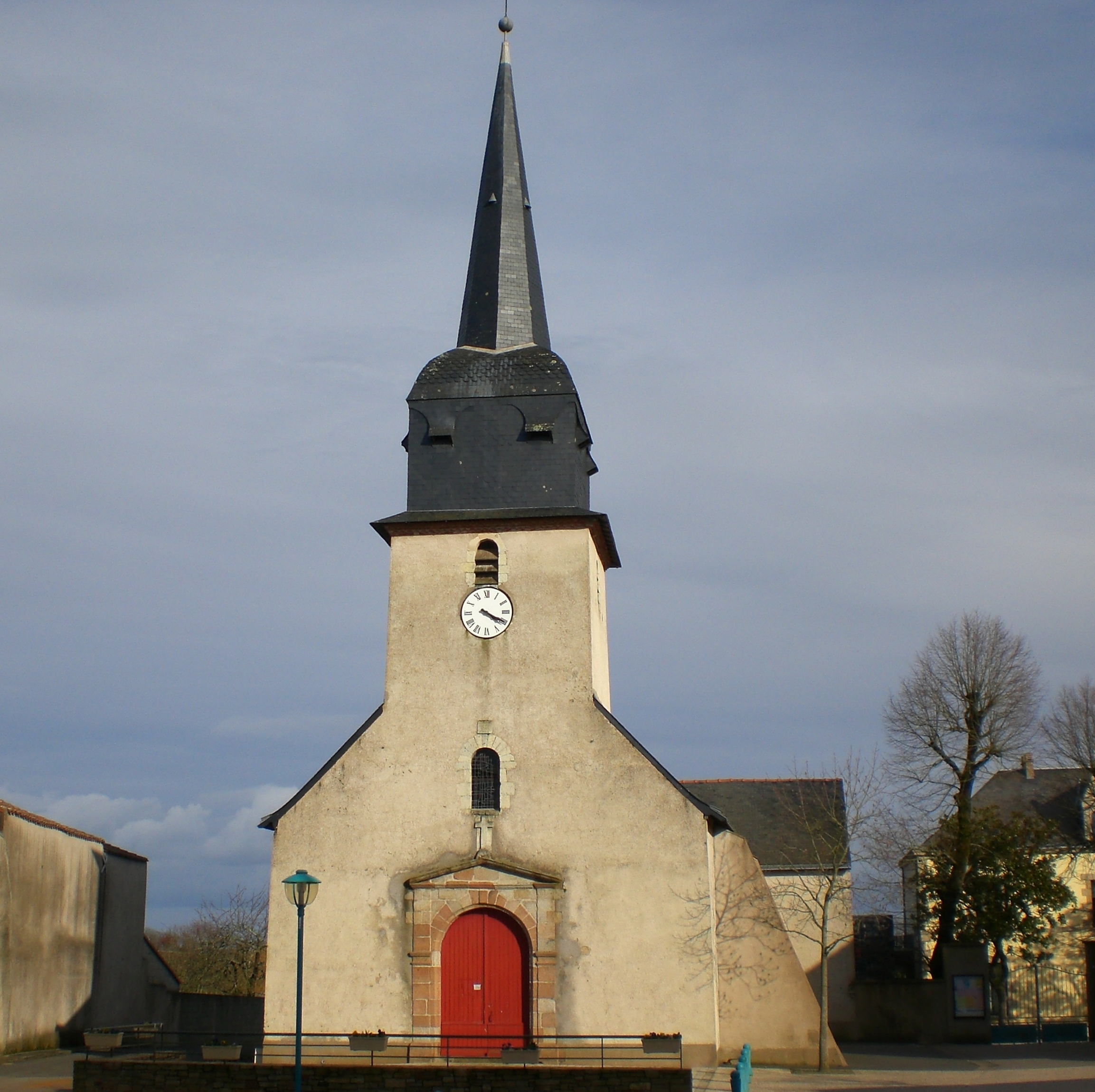
Kirche Saint-François-de-Sales
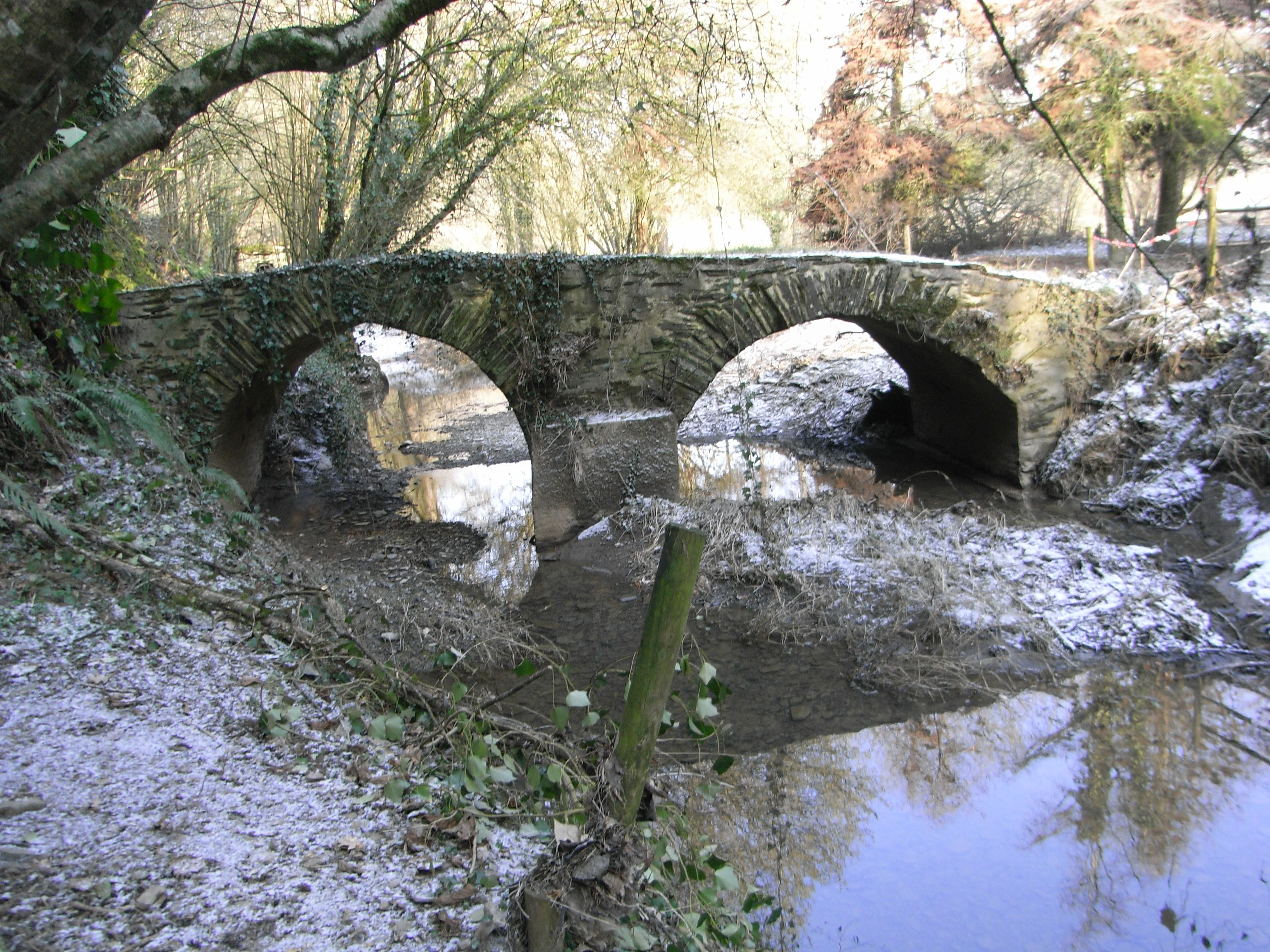
Römische Brücke über den Sanguèze

- Kirche Saint-François-de-Sales
- Römische Brücke über den Sanguèze